# ميكي جورمان
ميكي جورمان (باليابانية: ゴーマン美智子) (بالإنجليزية: Miki Gorman)‏ هي أمينة سر يابانية وأمريكية، ولدت في 9 أغسطس 1935 في تشينغداو في الصين، وتوفيت في 19 سبتمبر 2015 في بيلينغام في الولايات المتحدة بسبب سرطان الرئة.

## وصلات خارجية
- ميكي جورمان على موقع رابطة إحصائيات سباق الطريق (الإنجليزية)